# Kjersti Skavhaug
Kjersti Skavhaug (* 1943) ist eine norwegische Ethnologin.

## Leben
Skavhaug verfasste ihre Magisterarbeit an der Universität Oslo. Ab 1982 war sie als Konservatorin und Leiterin des in diesem Jahr eröffneten Nordkapmuseums im norwegischen Honningsvåg tätig. Sie war maßgeblich an der von ihr initiierten Schaffung der historischen Grotten in der Nordkaphalle beteiligt. 
Als Redakteurin arbeitete sie an den Jahrbüchern des Nordland Fylkesmuseum und der Gemeinde Nordkapp mit.
Sie verfasste auch Bücher und Artikel zu ethnologischen Fragen und zu lokalhistorischen Themen der Region um das Nordkap.

## Werke
- Våre vakre bunader, 1978
- Norwegian bunads, 1982
- Zum Nordkap, Berühmte Reisen von der Wikingerzeit bis zum Jahr 1800, Nordkapplitteratur A/S, Honningsvåg, 1990, ISBN 978-82-7579-0062